# Béla Illés
Ne doit pas être confondu avec Béla Illés (écrivain).
Béla Illés (né le 27 avril 1968 à Sárvár en Hongrie) est un joueur de football hongrois.

## Biographie
C'est à 19 ans qu'il débute en championnat au Haladás VSE durant la saison 1986-87. Il fait ensuite ses débuts en NB1 contre Tatabánya le 19 octobre 1986.
Il est actuellement le président et l'actionnaire du Szombathelyi Haladás VSE.

## Palmarès

### Club
Haladás VSE
- Coupe de Hongrie : Finaliste 1993

Budapest Honvéd
- Championnat de Hongrie : 1993

MTK Hungária FC
- Championnat de Hongrie : 1996-97, 1999, 2003 
  - Finaliste : 2000
- Coupe de Hongrie : 1997, 1998, 2000
- Supercoupe de Hongrie : 2003

### Individuel
- Meilleur buteur : 1994, 1997, 1999
- Joueur de l'année en Hongrie : 1994, 1997, 1998

## Buts internationaux
Buts de Béla Illés avec l'équipe de Hongrie :
|    | Date              | Lieu      | Adversaire         | But | Résultat | Compétition        |
| -- | ----------------- | --------- | ------------------ | --- | -------- | ------------------ |
| 1  | 23 mars 1994      | Linz      | Autriche           | 1-1 | Nul      | Amical             |
| 2  | 1er juin 1994     | Eindhoven | Pays-Bas           | 1-7 | Défaite  | Amical             |
| 3  | 29 mars 1995      | Budapest  | Suisse             | 2-2 | Nul      | Qual. Euro 1996    |
| 4  | 11 novembre 1995  | Budapest  | Islande            | 1-0 | Victoire | Qual. Euro 1996    |
| 5  | 10 septembre 1997 | Budapest  | Azerbaïdjan        | 3-1 | Victoire | Qual. Mondial 1998 |
| 6  | 29 octobre 1997   | Budapest  | Yougoslavie        | 1-7 | Défaite  | Qual. Mondial 1998 |
| 7  | 25 mars 1998      | Vienne    | Autriche           | 3-2 | Victoire | Amical             |
| 8  | 25 mars 1998      | Vienne    | Autriche           | 3-2 | Victoire | Amical             |
| 9  | 20 avril 1998     | Téhéran   | Iran               | 2-0 | Victoire | Coupe LG           |
| 10 | 10 octobre 1998   | Bakou     | Azerbaïdjan        | 4-0 | Victoire | Qual. Euro 2000    |
| 11 | 10 mars 1999      | Budapest  | Bosnie-Herzégovine | 1-1 | Nul      | Amical             |
| 12 | 27 mars 1999      | Budapest  | Liechtenstein      | 5-0 | Victoire | Qual. Euro 2000    |
| 13 | 3 juin 2000       | Budapest  | Israël             | 2-1 | Victoire | Amical             |
| 14 | 16 août 2000      | Budapest  | Autriche           | 1-1 | Nul      | Amical             |
| 15 | 11 octobre 2000   | Kaunas    | Lituanie           | 6-1 | Victoire | Qual. Mondial 2002 |